# Swanachilde
Swanachilde di Baviera, nota anche come Sonechilde (... – dopo il 742), è stata la seconda moglie di Carlo Martello (ca. 690–† 741), maggiordomo dei tre regni Austrasia, Neustria e Borgogna.

## Origine
Di Swanachilde non si conosce la precisa parentela ma si sa che era discendente degli Agilolfingi, nipote del duca Odilone di Baviera. Teodone II di Baviera era un suo nonno, mentre non si sa con certezza se era figlia del duca di Baviera Teodeberto e di Regintrude oppure figlia del fratello di Teodeberto, il duca di Baviera Tassilone II, e di Imma.

## Biografia
Nel 725, ancora giovinetta, secondo l'anonimo continuatore del cronista Fredegario, fu presa in ostaggio dal maggiordomo di tutti i regni Franchi, Carlo Martello che dopo aver radunato un imponente esercito, passato il Reno, assoggettò gli Alemanni e gli Svevi, e attraversati i loro territori, arrivò al Danubio e dopo averlo attraversato, combatté contro i Bavari, sottomettendoli e rientrò nel regno dei Franchi con ingenti tesori ed ostaggi. Swanachilde divenne la sua seconda moglie.
Dopo la morte del marito, avvenuta nel 741, sempre secondo l'anonimo continuatore del cronista Fredegario, scelleratamente, nel 742, Swanachilde consigliò la figliastra, Iltrude, figlia del defunto Carlo, di passare il Reno scortata da alcuni suoi amici, e contro i consigli dei suoi fratelli, Carlomanno e Pipino, raggiungere il duca di Baviera, Odilone, che la costrinse a sposarlo contro la sua volontà.
Swanachilde spinse il proprio figlio Grifone a ribellarsi ai fratellastri, Carlomanno e Pipino, figli di Rotrude, prima moglie di Carlo Martello, per poter avere una parte o addirittura tutto il dominio paterno. Carlomanno e Pipino riuscirono a conservare i loro possedimenti, imprigionarono Grifone e chiusero Swanachilde nell'abbazia di Chelles.

## Figli
Swanachilde diede uno (o forse tre) figli a Carlo Martello:
- Grifone[2](726-† 753), duca di Mans.

Altre due figlie ma non si ha certezza se siano figlie di Swanachilde o della prima moglie di Carlo Martello, Rotrude di Treviri:
- Landrada (?-?), che sposò il nobile Sigramno e fu madre di Crodegango, vescovo di Metz[8].
- Alda o Audana (?-† 751) che sposò Teodorico[9], conte di Autun e madre di Guglielmo di Gellone, come è scritto in un documento dell'804, in occasione della fondazione del monastero di Gellone.

### Fonti primarie
- (LA)  Fredegario, FREDEGARII SCHOLASTICI CHRONICUM CUM SUIS CONTINUATORIBUS, SIVE APPENDIX AD SANCTI GREGORII EPISCOPI TURONENSIS HISTORIAM FRANCORUM.
- (LA)  Germaniae historica, tomus I.
- (LA)  Monumenta Germanica Historica, tomus primus.
- (LA)  Rerum Gallicarum et Francicarum Scriptores, tomus tertius.

### Letteratura storiografica
- Christian Pfister, La Gallia sotto i Franchi merovingi. Vicende storiche, in Storia del mondo medievale - Vol. I, Cambridge, Cambridge University Press, 1978,  pp. 688-711.